# عادل عبد الصمد
عادل عبد الصمد (مواليد 1971) هو فنان تشكيلي جزائري - فرنسي معاصر.

## حياته
ولد عبد الصمد عام 1971 في قسنطينة، في شرق الجزائر، نشأ وترعرع في منطقة جبال الأوراس لعائلة شاوية، وحضر École régionale des beaux-arts de Batna [الإنجليزية] في باتنة. ثم درس في مدرسة الفنون الجميلة في الجزائر، هاجر إلى فرنسا أثناء الأحداث الأليمة في الجزائر، وهو أحد الفنانين الذين صعد نجمهم في فرنسا وأوروبا في السنوات الأخيرة، وأقام معارض في أميركا وبريطانيا وكندا، وله أعمال تعرض بشكل دائم، في كثير من المتاحف الفنية الدولية.

## المعارض

### معارض جماعية
- 2018: إيتشيغو تسوماري ترينالي، اليابان.
- 2017:
  - أوربان جلاس بروكلين، نيويورك، الولايات المتحدة الأمريكية.
  - بينالي إسطنبول 15، تركيا.
  - أوكو-نوتو ترينالي، سوزو ، اليابان.
  - لو مويس دي لا صور، مونتر إركال ، كندا.
  - بالاكش بالاكش (أنا لا أعرف فقط أين أنا ذاهب)، معرض دفير ، تل أبيب ، إسرائيل.
  - الأرض المضطربة: ترينالي دي ميلان، مؤسسة نيكولا تروساردي ، ميلانو ، إيطاليا.
- 2016:
  - الذكرى ال30, معرض ألفونسو أرتيكو، نابولي ، إيطاليا.
  - نهاية العالم، مركز بيتشي، براتو، إيطاليا.
  - معجزة ماراثون، لندن، المملكة المتحدة.
  -  : الرقص مع نفسي. هذا هو السبب في أن هذا هو السبب. في الوقت الحاضر. متحف فولكوانج ، إيسن ، ألمانيا.
  - الإنسان الجديد، ستوكهولم، السويد.
  - سوفينس - توي دو تيمبس بيأر أوكسينت، مركز الفن، ألبي ، فرنسا.
  - المال والخير والشر: تاريخ مرئي للاقتصاد, ستاتليش كونستال بادن بادن بالتعاون مع كازينو, بادن بادن, ألمانيا.
  - ماجي وماخت. فون فليجيندين تيبيتشن ودروهنين، مارتا هيرفورد ، ألمانيا.
  - جي تو ايل ايل، معرض دفير ، بروكسل ، بلجيكا.
  - افعلها باللغة العربية، مؤسسة الشارقة للفنون بيت الشامسي ، الإمارات العربية المتحدة.
- 2015:
  - الرسم: الخط السفلي متحف الفن المعاصر، جنت ، بلجيكا.
  - بيكاسو هوس، باريس ، فرنسا.
  - لو كامبريولور، ريغا الفن الفضاء، ريغا، لاتفيا.
  - باتريس شيشرو / متحف الأمم المتحدة للخيال، مجموعة لامبرت، أفينيون ، فرنسا.
  - بينالي البندقية 56.
- 2014:
  - عن المدينة، إيكون بالشراكة مع هيبودروم بلس، برمنغهام هيبودروم، برمنغهام، المملكة المتحدة.
  - الرغبة في الحرية والفن في أوروبا منذ عام 1945، متحف موكاك للفن المعاصر في كراك أوشو، كراك أوشو، بولندا.
- نارسيس، ليماج دان لوند، مؤسسة فرانس إرموا شنايدر، واتويلر، فرنسا.
  - ميلش / ليت / لاتيه، متحف الفن في فاليه، سيون، سويسرا.
  - العظمة، متحف بيلدن آن زي ، لاهاي ، هولندا.
  - ديس لوسيوليس، مجموعة لامبرت ، سجن سانت آن ، أفينيون ، فرنسا.
  - انتري-تيمبس، لارتيست ناوي، متحف تشنغدو موكا للفن المعاصر ، تشنغدو ، الصين.
  - الأسطورة / التاريخ: مجموعة يوز للفن المعاصر، متحف يوز ، شنغهاي ، الصين.
  - فوتبول: اللعبة الجميلة، متحف مقاطعة لوس أنجلوس للفنون، لوس أنجلوس، الولايات المتحدة الأمريكية.
- 2013: بريما ماتيريا، مؤسسة فرانس إرموا بينولت ، البندقية ، إيطاليا.
- 2011: الرؤية هي الإيمان معهد كو للفن المعاصر ، برلين ، ألمانيا.
- 2010: ترينالي أيتشي ، ناغويا ، اليابان.
- 2009:
  - 10 بينالي هافانا، كوبا.
  - رسم خرائط الاستوديو؛ فنانون من مؤسسة فرانس إرموا بينولت، قصر غراسي وبونتا ديلا دوجانا ، البندقية ، إيطاليا.
  - توقف الإرسال، الفن الحديث أكسفورد ، المملكة المتحدة.
- 2008:
  - 7 بينالي غوانغجو.
  - إيرس دي باريس, مركز بومبيدو، باريس، فرنسا.
  - بينالي البندقية 52، إيطاليا.
- 2006: 27 بينالي شيمو باولو ، البرازيل.
- 2003: بينالي البندقية 49، إيطاليا.
- 2001: يوكوهاما ترينالي ، اليابان.
- 2000: البيان 3 ، ليوبليانا ، سلوفينيا.